# 安西府 (元朝)
安西府，元朝时设置的府。
宋朝时分陕西为永兴路、秦凤路、熙河路、泾原路、环庆路、鄜延路。金朝并陕西为四路。元朝中统三年（1262年），立陕西四川行省，治所在京兆府。至元初年，并云阳县入泾阳县，栎阳县入临潼县，终南县入盩啡县。至元十六年（1279年），改京兆府为安西路总管府，治所在咸宁县、长安县（今陕西省西安市），辖境相当今陕西省中部西至眉县，东北至韩城市，东南至商洛市一带。次年改为安西路。
二十三年，四川置行省，改此省为陕西等处行中书省。大德元年（1297年），移云南行台于此，为陕西行台。皇庆元年（1312年），改安西路为奉元路。户三万三千九百三十五，口二十七万一千三百九十九。壬领一司、十县一、五州。州领十五县。